# Луїджі Поджі (яхтсмен)
Луїджі Поджі (італ. Luigi Poggi, 11 березня 1906 — 19 квітня 1972) — італійський яхтсмен.
Олімпійський чемпіон 1936 року в класі 8 метрів, учасник 1948 року.